# Microlaena stipoides
Microlaena stipoides svenskt nylatinskt uttal /mikrɔˈlɛna stipːɔˈiːdɛs/, synonym Ehrharta stipoides är en gräsart  från Australien och Nya Zeeland.

## Beskrivning
Gräset har ett glest, ensidigt knippe. Det har rhizom och sprider sig snabbt och kraftfullt med rhizom och frön.

## Utbredning och systematik

### Utbredning
Arten finns i alla Australiens delstater och på Nya Zeeland.

### Underarter och varieteter
Inga underarter finns listade i Catalogue of Life. Varieteter är Micrrolaena stipoides var. stipoides och Micrrolaena stipoides var. breviseta, som har korta borst.

### Besläktade arter och högretaxa
Microlaena stipoides ingår i släktet Microlaena och familjen gräs.

## Ekologi

### Biotop
Arten frodas i skugga i gles skog.

## Nomenklatur‑ och forskningshistoria
Växten beskrevs av Jacques-Julien Houtou de La Billardière.

## Artnamnetsetymologi och trivialnamn

### Vetenskapligaartnamnetsetymologi
Släktnamnet är bildat av grekiska μικρός (mikrós), ”liten” och χλαῖνα, χλαῖνα (khlaîna, laîna) ”kåpa”, och syftar på att skärmfjällen (tomfjällen, glumae) är små.
Artepitet betydder att arten liknar gräset Stipa, som har namn av linets eller hampans grova fibrer (blånor), latin stipa, stup(p)a av grekiska στύππη (stúppē), ytterst kanske icke indoeuropeiskt.

### Trivialnamn
Arten har inget svenskt trivialnamn. Engelskt trivialnamn är weeping grass efter det hängande knippet.

## Status och hot
Arten är vida spridd, och sprider sig under bete.

## Bildgalleri

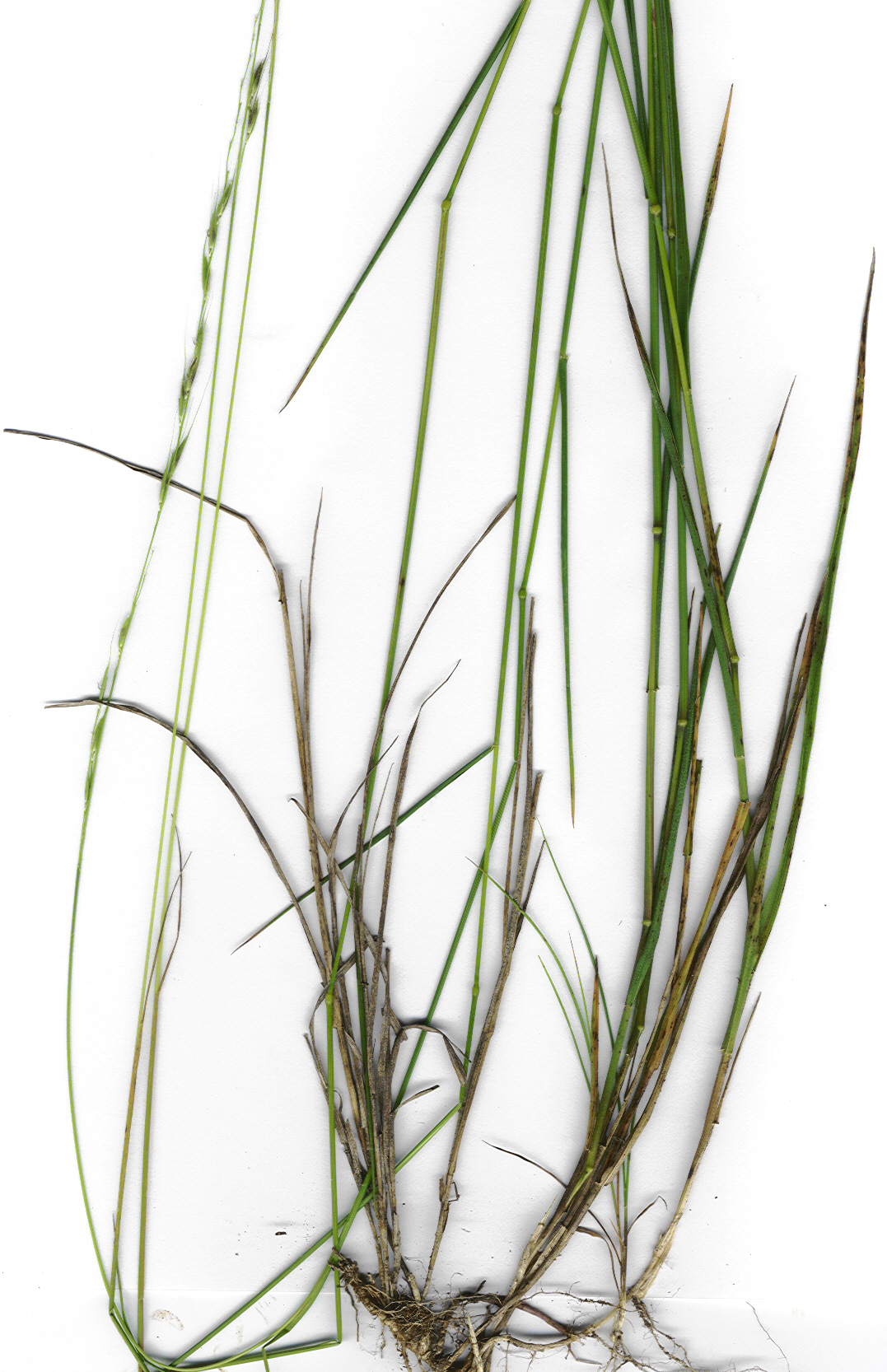